# 황산벌
황산벌(黃山伐)은 오늘날의 충청남도 논산시 연산면 연산시장 3거리에서 반경 500m 인근의 연산리 및 관동리 일대의 벌판이다. 이곳에서 신라 5만 정예군과 백제의 5천 결사대가 사비성과 대전을 잇는 교역로와 연산과 전라도를 잇는 교역로가 만나는 연산시장 3거리를 중심으로 황산벌 전투(660년 (음력 7월 9일~7월 10일)가 벌어졌다. 김유신의 신라는 완승을 거두었고, 백제의 5천 결사대는 패하였고, 백제의 장군 충상과, 상영 그리고 이들을 따르던 약 1,650여 명의 백제군의 압도적인 전투상황에서 항복하였다. 신라군은 황산벌 전투로 하루가 지체되어 당나라군과 약속장소인 사비성 남쪽 30리 지점에 7월 11일에 도착하였다. 당나라의 소정방은 7월 10일 홀로 백제군 수천명과 웅진구 전투를 벌여야 했다. 